# Yohei Nishibe
Yohei Nishibe (西部 洋平 Nishibe Yohei?), född 1 december 1980 i Hyōgo prefektur, är en japansk fotbollsspelare.
Nishibe började sin karriär 1999 i Urawa Reds. Efter Urawa Reds spelade han för Kashima Antlers, Shimizu S-Pulse, Shonan Bellmare och Kawasaki Frontale.